# Chantal Cauquil
Chantal Cauquil (n. 3 iulie 1949, Montauban, Midi-Pyrénées, Franța) este un om politic francez, membru al Parlamentului European în perioada 1999-2004 din partea Franței.